# Infekční onemocnění

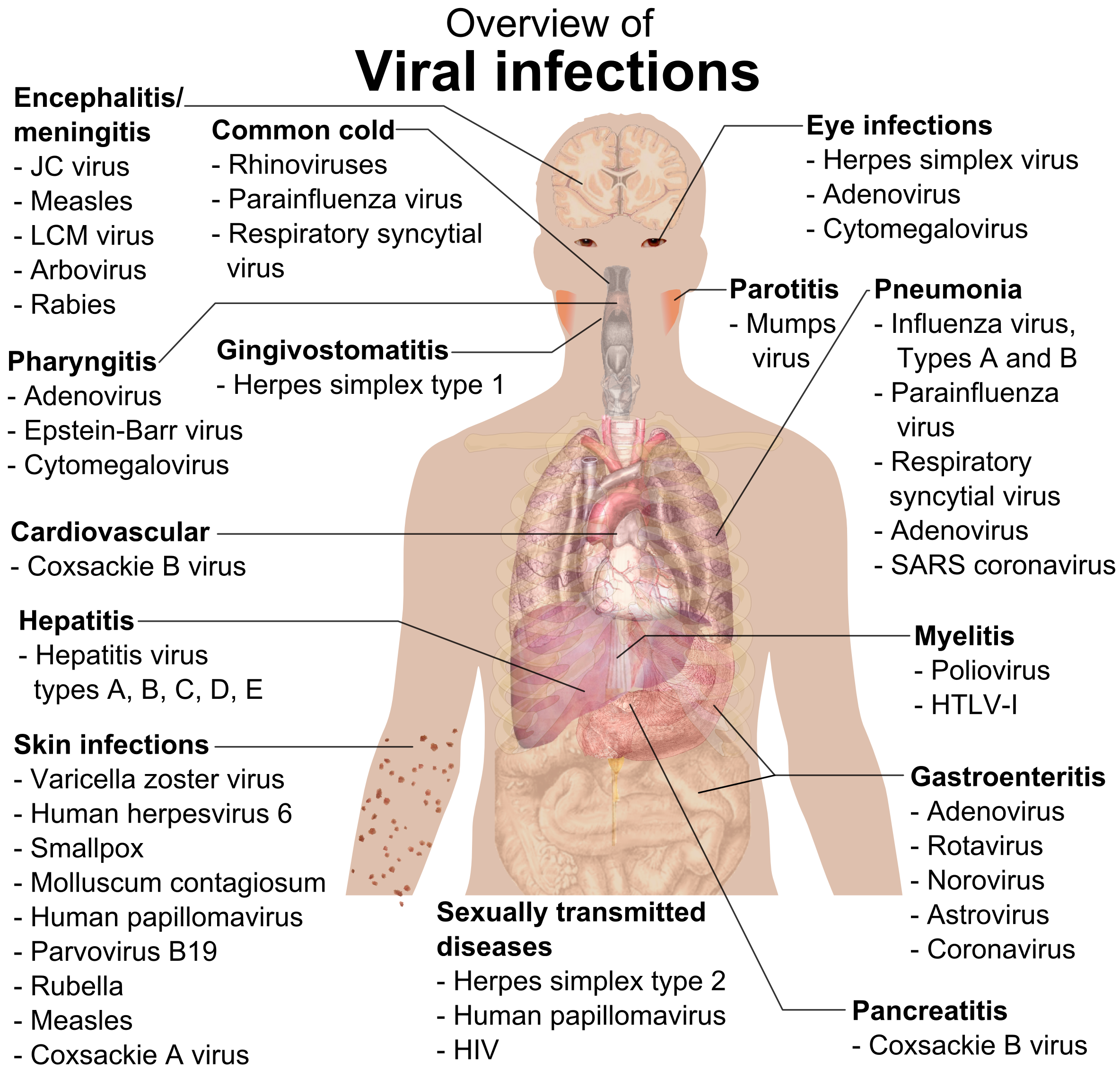
Virové infekce, rozdělené podle orgánů, které napadají

Infekční onemocnění, také nazývané infekční choroba, nakažlivá choroba nebo nepřesně infekce, je chorobný stav vzniklý nákazou (infekcí, z latinského infectio od slovesa inficere = nakazit, napustit, to od slovesa facere = dělat a předpony in), při kterém dochází k poškození hostitelského makroorganismu prostřednictvím parazita, který narušuje vnitřní prostředí makroorganismu, v němž získává prostředí k vlastnímu růstu a množení. Infekcí se tedy rozumí proniknutí choroboplodných zárodků do organismu. Příslušní parazité, nejčastěji mikroorganismy, vnikají do těla hostitele různými způsoby – kapénková nákaza (chřipka, meningokok, covid-19, zarděnky aj.), potrava, poranění, pohlavní styk, přenos krví, přenos z matky na plod, přenos kousnutím hmyzem (viz solenofágní hmyz), přenos kousnutím jiným členovcem, například klíštětem (lymská borrelióza, klíšťová encefalitida), přenos kousnutím savcem (vzteklina).
Míra závažnosti infekce je dána choroboplodností (patogenitou a virulencí). Ta závisí na vlastnostech parazita (patogen), mezi něž patří délka inkubační doby, produkce toxinů aj., jakož i obranyschopnost hostitele (imunita). Mezi parazity řadíme bakterie, viry, chlamydie, rickettsie, plísně, prvoky, některé druhy červů a členovců a v poslední době i zvláštní druh patogenních proteinů známých jako priony. Zdrojem nákazy jsou většinou zvířata (Podle Národních ústavů zdraví USA tvoří zoonózy tři čtvrtiny nově vznikajících infekčních chorob.).
Makroorganismus se infekci brání prostřednictvím imunitního systému. Jedinci i lékaři nákazám brání zvýšením odolnosti (imunizací) a řadou léčiv. Například antibiotiky proti baktériím, kde hlavním cílem je maximálně poškodit (zahubit nebo alespoň omezit růst) parazita a zároveň minimálně poškodit napadený makroorganismus. Pomůže také vhodná prevence (profylaxe), společenský odstup a hygienická opatření.

## Rozšíření infekčních nemocí ve světě

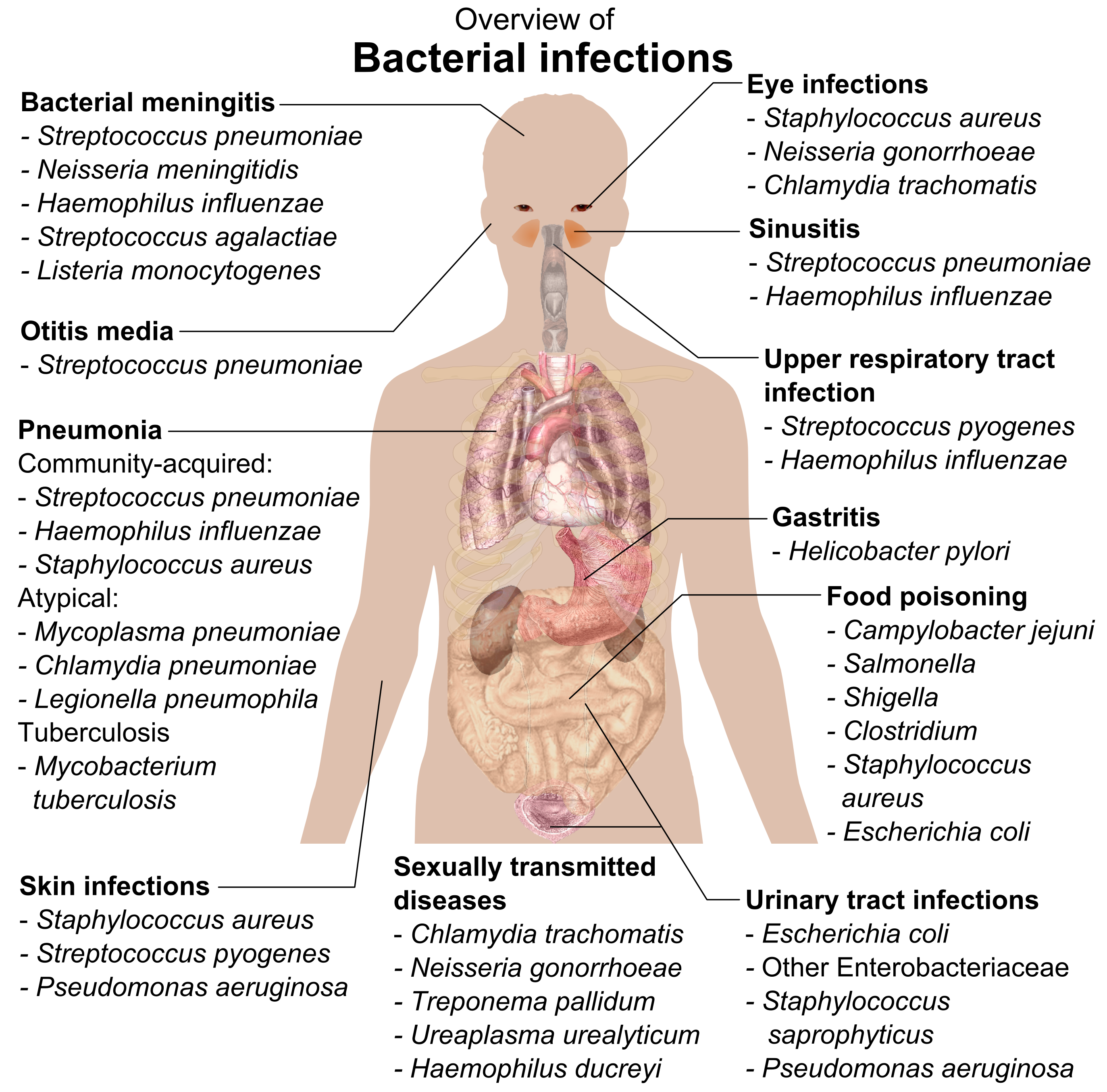
Bakteriální infekce rozdělené podle orgánů, které napadají

Většinu infekčních onemocnění se ve vyspělých zemích podaří vyléčit. Naproti tomu zůstávají hlavní příčinou smrti v rozvojových zemích. Jedná se především o HIV/AIDS, malárii a další tropické nemoci či tuberkulózu. Na infekční onemocnění umírá 40 % obyvatel chudých zemí, zatímco v zemích bohatých je to pouhé jedno procento. WHO uvádí, že v roce 2002 byla celosvětová infekční onemocnění příčinou 19 % všech úmrtí (z toho 1/4 AIDS a téměř 1/3 různé zápaly plic).
Za touto situací je řada faktorů. Podvýživa a špatné hygienické podmínky snižují imunitu a napomáhají k šíření parazitů, dále hraje roli nedostatečná prevence, drahé léky a také nedostatek lékařů. Boj proti infekčním nemocem je jedním z Rozvojových cílů tisíciletí. Tento program OSN chce do roku 2015 zastavit a zvrátit šíření HIV/AIDS, malárie a dalších nemocí.
Aby bylo tohoto cíle dosaženo, je třeba v rámci rozvojové spolupráce i programů jednotlivých vlád a mezinárodních institucí zajistit více zdravotnického personálu, dostupnější nemocnice a střediska a levnější léky (jednou z možností jsou takzvané generické léky). Stejně důležitá je i prevence (v boji proti HIV/AIDS různé informační kampaně) a také celkově zvyšování gramotnosti. Zastavit malárii pomáhá zejména distribuce moskytiér. Obecně růst životní úrovně v rozvojových zemích a s tím spojená kvalitní výživa, přístup k pitné vodě a zlepšení hygienických podmínek brání dalšímu šíření infekcí a pomáhají k posílení imunity obyvatel.

## Pravěké infekce
Parazitickými infekcemi trpěli i živočichové v dávné geologické minulosti. Podle vědecké studie publikované v roce 2009 je například možné, že mnozí tyranosauridi trpěli obdobou současné trichomonózy, tedy onemocněním způsobeným parazitickými prvoky. V současnosti tímto onemocněním trpí měkkozobí a hrabaví ptáci, potažmo dravci, u kterých je způsobeno prvokem bičenkou drůbeží (Trichomonas gallinae). U tyranosaurů, daspletosaurů a albertosaurů bylo toto onemocnění diagnostikováno na základě výrazných lézí (kruhových otvorů) na čelistech. Přenos nastával při krmení mláďat, z nakažené kořisti nebo vzájemným kousáním při soubojích těchto obřích dravých dinosaurů.